# Vliegveld De Kooy
Vliegveld De Kooy is een Nederlands vliegveld ten zuidoosten van Den Helder. Het herbergt sinds 1918 het militaire Maritiem Vliegkamp De Kooy en sinds 1981 het civiele Den Helder Airport. Het is tevens de thuisbasis van het 860 Squadron van het Defensie Helikopter Commando (DHC) dat met 19 NH90 NFH maritieme gevechtshelikopters opereert.

## Geschiedenis

### Militair
Het vliegveld is van oorsprong een vliegkamp van de Marine Luchtvaartdienst (MLD) en werd geopend in 1918. Vliegkamp De Kooy was tot 2008 thuisbasis van de 'Groep Maritieme Helikopters' (MARHELI) van de MLD. Daarna kwam het als Maritiem Vliegkamp De Kooy onder het Defensie Helikopter Commando (DHC) van de Koninklijke Luchtmacht te vallen.
De meeste squadrons van DHC zijn op Vliegbasis Gilze-Rijen gevestigd. Het maritieme component, bestaande uit de NH90-helikopters, kreeg zijn basis op Maritiem Vliegkamp De Kooy. Deze NH90-helikopters vervingen de voorheen op De Kooy gelegerde Westland Lynx-helikopters. De NH90-helikopers worden zowel door Marine- als Luchtmachtpersoneel bemand. De Minister van Defensie besloot tevens tot overheveling van de door Vliegbasis Leeuwarden uitgevoerde SAR-taken naar De Kooy.
De anno 2024 op MVK De Kooy gelegerde onderdelen zijn:
- 7 Opleidings- en Simulatie Squadron (O&S) (verzorgt alle opleidingen voor NH90-helikopters)
- 860 Sq (verricht maritieme helikoptertaken en transport boven land en vanaf transportschepen)
- 990 Sq (onderhoudt de maritieme helikopters en zorgt voor materiele logistiek)

### Civiel
Het einde van de Koude Oorlog bracht krimp van de militaire luchtvaart, daarom werd gezocht naar een alternatieve invulling van het vliegveld. De eerste hangaar werd in 1992 gebouwd door KLM/ERA Helikopters, in 1993 volgde een tweede hangaar van Schreiner Airways. Skyline Aviation bouwde nog twee hangaars en Den Helder Airport in 2010 een vijfde. Skyline Aviation verhuisde naar Groningen Airport Eelde en in 2014 werden de twee hangaars van dat bedrijf verkocht aan Den Helder Airport.
Zo ontstond Den Helder Airport dat zich voornamelijk richt op de offshore helikoptervluchten naar booreilanden en productieplatforms. Den Helder Airport maakt deel uit van de North Sea Heliports Alliance (NSHA). Tot de leden behoren Aberdeen International Airport, Emden Airport, Esbjerg Airport, Humberside Airport, en Stavanger Airport Sola, samen met Den Helder Airport. Ze bundelen hun krachten om veilige en efficiënte (offshore) helikopteroperaties te waarborgen. Het vliegveld wordt ook gebruikt voor rondvluchten boven Noord-Holland en de Waddeneilanden.
Daarnaast vond vliegclub en -school Aeroclub Maritime zijn onderkomen op het militaire deel van het vliegveld. Door uitbreiding en nieuwbouw van Defensie werd deze vereniging in 2024 gedwongen te verhuizen naar Lelystad Airport. In een verder verleden was Heldair Aviation, een bedrijf voor luchtvaart-gerelateerde diensten als luchtfotografie en asverstrooien er gevestigd.

## Weerstation
Op het vliegveld staat een weerstation van het KNMI, deze verving in 1972 het weerstation op de Zeedijk van Den Helder.

## Heldair Show Maritiem
Onder de naam Heldair Show Maritiem werden in 2007, 2009, 2012 en 2017 vliegshows en open dagen gehouden waaraan zowel het civiele als militaire deel deelnamen.

## Afbeeldingen

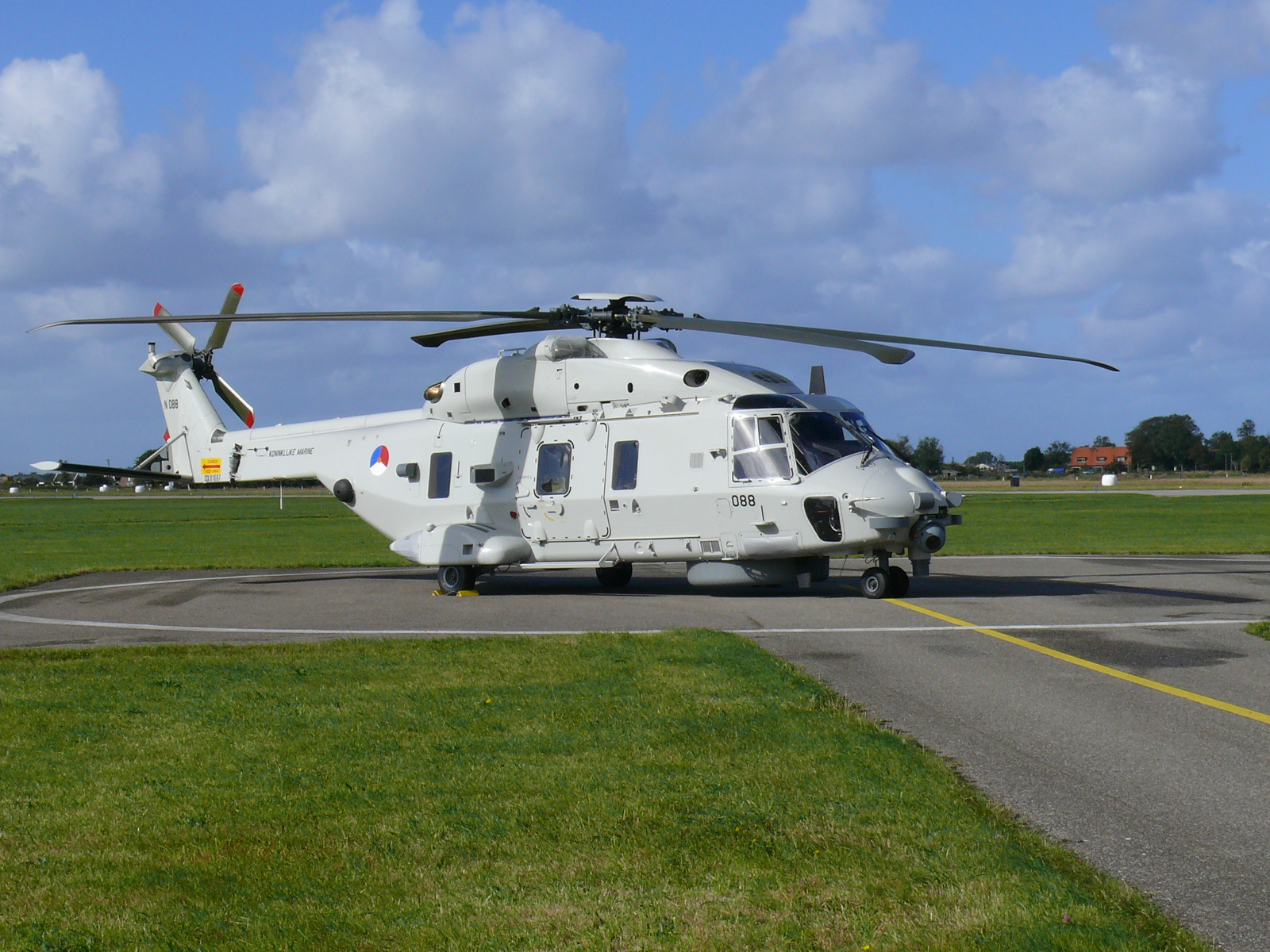
Eerste Nederlandse NH-90 NFH op MVKK
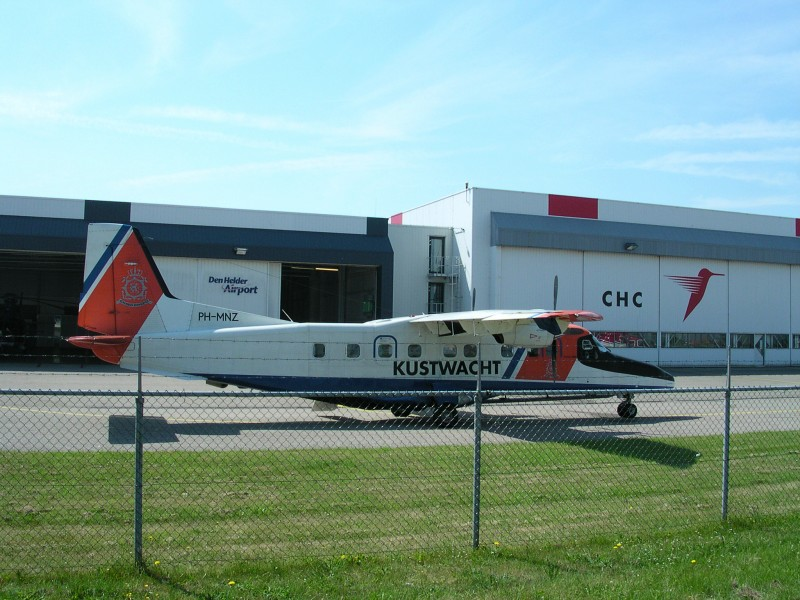
Vliegtuig van de Nederlandse Kustwacht
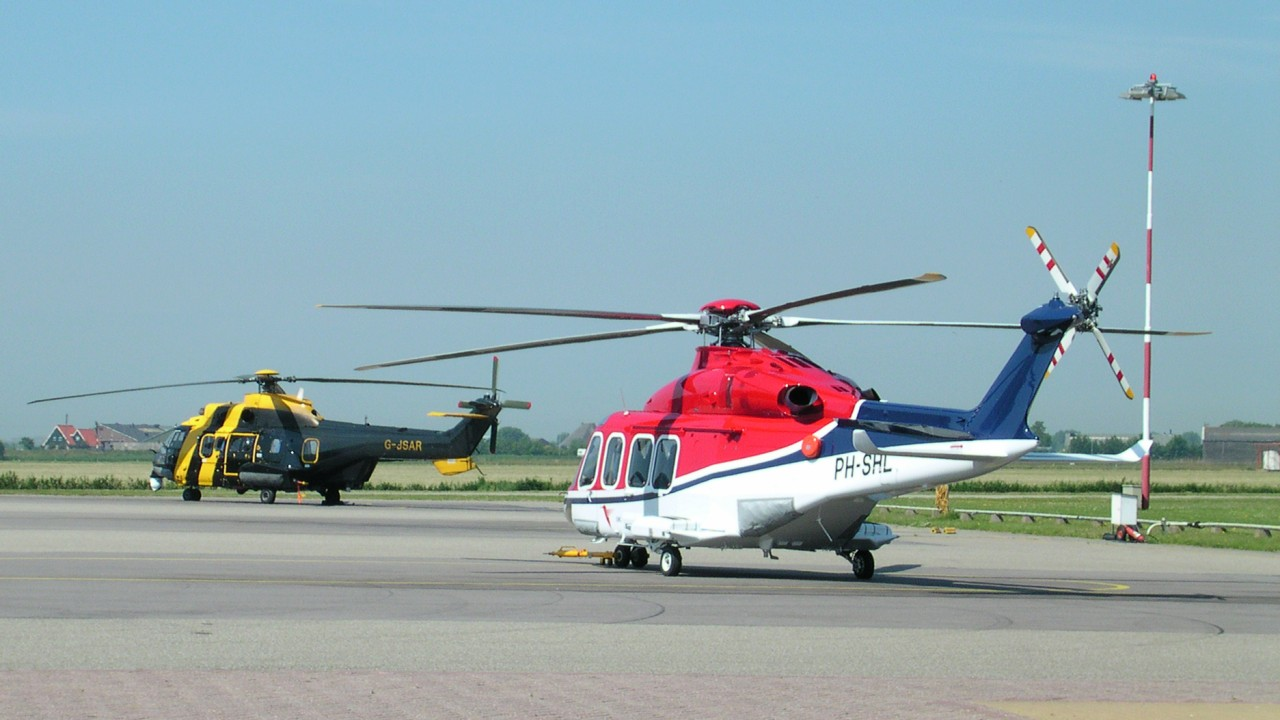
Twee van de helikopters op het vliegveld

## Bijzonderheden
- Baan 03-21, lengte: 1275 m, breedte: 30 m voorzien van CAT I Instrument Landing System (ILS). Localizer DKY, 108,9 MHz.
- ICAO-luchthaven-identificatiecode 'EHKD'
- Alle zweefvliegactiviteiten van Zweefvliegclub Den Helder zijn vanwege het toegenomen vliegverkeer op De Kooy verplaatst naar de Wieringermeer.
- Vluchten met modelvliegtuigen 's avonds en in de weekeinden vanaf de grasdelen.
- Meteo: actuele weergegevens voor EHKD via de KNMI METAR-pagina.
- Vliegprocedures: verkrijgbaar in de AIP
- Nav.Aid: 1,1 NM zuidwest van het veld radiobaken DEN HELDER VOR-DME (HDR 115,550 MHz CH102 Y).
- Communicatie: 'RAPCON North' VHF 132,025 MHz, 'Arrival' VHF 124,230 MHz, 'Final' VHF 123,3 MHz, 'Tower' VHF 120,130 MHz, 'Ground' VHF 121,730 MHz.